# John McCormick
John McCormick (* 30. November 1954) ist ein Politologe mit britischer und amerikanischer Staatsbürgerschaft. Er ist spezialisiert auf die Politik der Europäischen Union.

## Leben
John McCormick studierte an der Rhodes University in Südafrika, wo er einen Bachelor of Arts (B. A.) erhielt, am University College London, wo er einen Master of Philosophy (M. Phil.) erhielt und an der Indiana University, wo er einen Master of Arts (M. A.) erhielt und zum Ph.D. promovierte.
Er war Professor für Politikwissenschaft an der Indiana University-Purdue University Indianapolis und von 2010 bis 2017 Inhaber eines Jean-Monnet-Lehrstuhls.

## Werke
- Understanding the European Union (Palgrave Macmillan, 6th edition, 2014).
- The European Union: Politics and Policies (Westview Press, 5th edition, 2013).
- Why Europe Matters: The Case for the European Union (Palgrave Macmillan, 2013).
- Contemporary Britain (Palgrave Macmillan, 3rd edition, 2012).
- Comparative Politics in Transition (Wadsworth/Cengage, 7th edition, 2012).
- European Union Politics (Palgrave Macmillan, 2011).
- Europeanism (Oxford University Press, 2010).
- The European Superpower (Palgrave Macmillan, 2007).
- Environmental Policy in the European Union (Palgrave Macmillan, 2001).
- Acid Earth: The Global Threat of Acid Pollution (Earthscan, 3rd edition, 1997).
- The Global Environmental Movement (John Wiley & Sons, 1995).
- British Politics and the Environment (Earthscan, 1991).